# Ceto-Cerveno
Ceto-Cerveno era il  nome di un comune della provincia di Brescia (Lombardia), esistito dal 1927 al 1947.

## Storia
Il comune di Ceto-Cerveno fu creato nel 1927 unendo i comuni di Cerveno e Ceto.
Il comune fu soppresso nel 1947, e al suo posto furono ricostituiti i comuni preesistenti di Cerveno e Ceto.